# Mały Chiński Mur

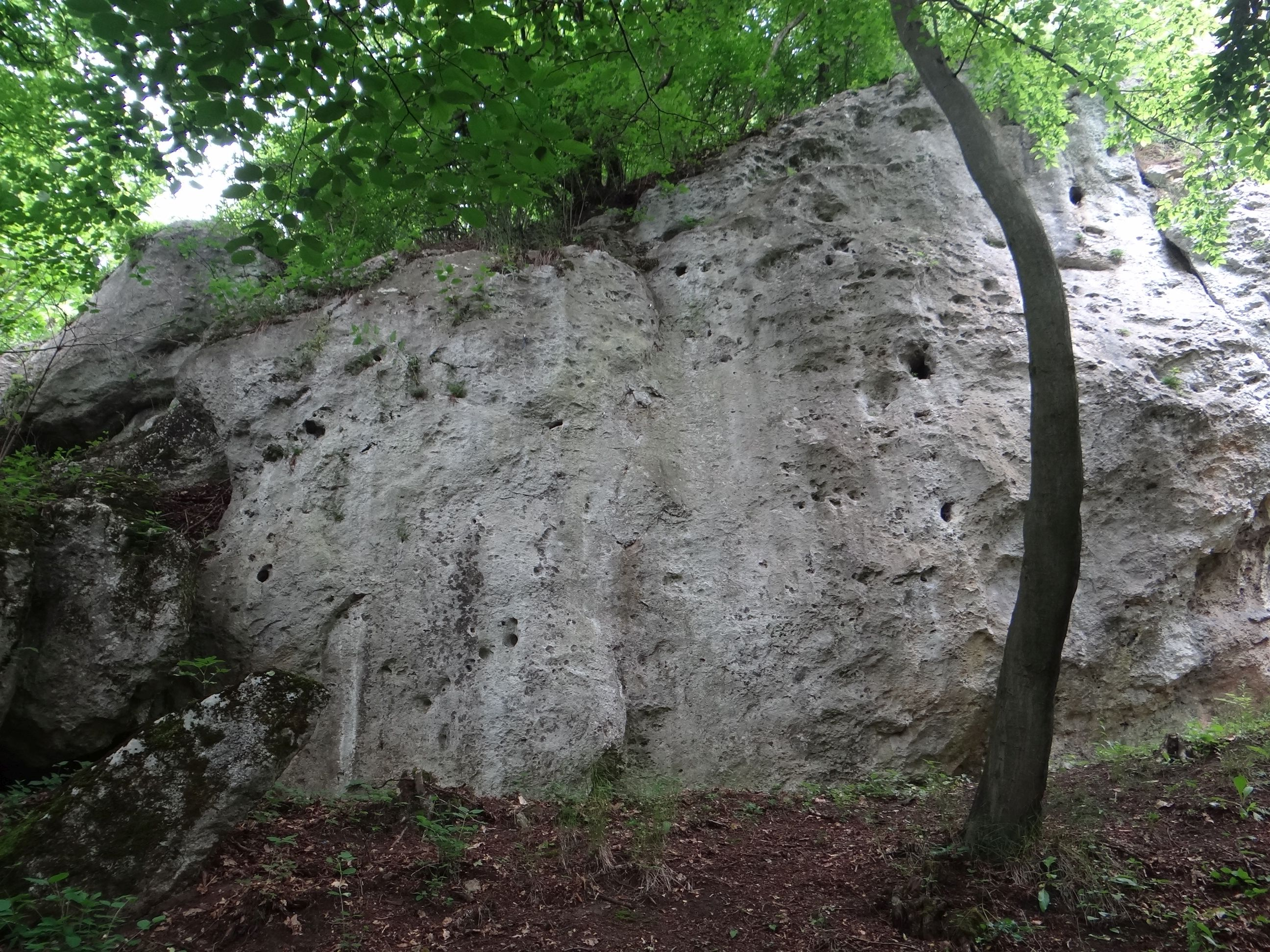

Mały Chiński Mur – skała w orograficznie prawych zboczach  Doliny Dłubni na Wyżynie Olkuskiej będącej częścią Wyżyny Krakowsko-Częstochowskiej. Znajduje się we wsi Imbramowice w województwie małopolskim, w powiecie olkuskim, w gminie Trzyciąż.
Mały Chiński Mur znajduje się w górnej części stromych ścian wąwozu Dłubni wśród gęstych i kolczastych zarośli. Zbudowany jest z twardych wapieni skalistych. Ma wysokość 12 m, ściany połogie, pionowe lub przewieszone. Wspinacze skalni poprowadzili na nim 18 dróg wspinaczkowych o trudności od IV do VI.4 w skali Kurtyki. Jest też jeden projekt. Drogi te poprowadzono w latach 10. XX wieku i mają zamontowane punkty asekuracyjne w postaci ringów i stanowisk zjazdowych. Skała znajduje się na terenie prywatnym i nie udało się uregulować kwestii dostępu do niej. Obowiązuje zakaz wspinaczki.
W pobliżu Małego Chińskiego Muru znajdują się jeszcze dwie inne skały wspinaczkowe. Tuż obok jest Durszlak, nieco dalej Sokół. Wszystkie te 3 skały na razie są dla wspinaczy niedostępne.